# رود کالمیوس
رود کالمیوس (انگلیسی: Kalmius) یک رودخانه در استان دونتسک کشور اوکراین است.